# Joaquim Palminha Silva
Joaquim Palminha Silva (Évora, 1945 - 15 de Novembro de 2015), foi um jornalista e historiador português.

## Biografia

### Nascimento e formação
Nasceu em 1945, na cidade de Évora. Frequentou a Faculdade de Letras da Universidade de Lisboa, onde se licenciou em história.

### Carreira literária
Começou a trabalhar na imprensa aos dezasseis anos,  tendo colaborado com os periódicos Democracia do Sul, Jornal de Évora, Notícias de Évora e A Defesa, República, Diário de Lisboa, Diário Popular, Sempre Fixe, Portugal Hoje, Diário de Notícias, Expresso, Jornal de Letras, Artes e Ideias, Grande Reportagem, História, O Mundo Português, A Ideia e A Batalha. Devido ao seu activismo político, foi perseguido pelos serviços de segurança do Estado Novo. Depois de um serviço militar problemático, foi enviado para a Guiné, para combater durante a Guerra Colonial Portuguesa. No entanto, conseguiu desertar, tendo-se refugiado na França, Bélgica, Holanda e Itália.
Também trabalhou para o Ministério dos Negócios Estrangeiros, na Secretaria de Estado dos Consulados e das Comunidades Portuguesas. Após cerca de duas décadas naquele ministério, pediu transferência para trabalhar junto das câmaras municipais de Beja e Cuba, tendo-se integrado naquela última nos finais da década de 1990. Em Cuba, fundou a Associação Cultural Fialho de Almeida, e fez parte da Comissão Municipal de Arte, Arqueologia e Defesa do Património de Évora.
Destacou-se como investigador nos temas da sociologia da história e da cultura, tendo deixado uma vasta bibliografia. Participou igualmente na elaboração das obras Dicionário Cronológico de Autores Portugueses e O Socialismo e o PS em Portugal, este último lançado em 2019.

### Falecimento
Morreu em 15 de Novembro de 2015, vítima de uma doença prolongada. O corpo ficou em câmara ardente na Igreja de São Tiago, em Évora, onde se realizou a missa no dia seguinte.

## Obras publicadas
- A revolução da Maria da Fonte: subsídios para a sua história e interpretação. [S.l.]: Europress. 1978
- Poetas da Nossa Terra (recolha e antologia dos poetas populares do Concelho de Cuba). [S.l.: s.n.] 1997
- Bibliografia passiva de Fialho de Almeida. Beja: Câmara Municipal e Beja e Biblioteca Municipal José Saramago. 2000. 38 páginas
- Manuel Severim de Faria, o mais douto português do seu tempo: ensaio biográfico. Évora: A Defesa. 2003. 61 páginas
- Dicionário biográfico de notáveis eborenses: 1900-2000. Évora: Diário do Sul / B.F.C. 2004. 159 páginas
- Évora: das invasões napoleónicas à resistência patriótica (1807-1808): (ensaio de interpretação histórica). Évora: Câmara Municipal de Évora. 2008. 94 páginas. ISBN 978-972-8509-40-8
- Monografia da Freguesia de Santo Antão: (subsídios para a sua história). Évora: Junta de Freguesia de Santo Antão. 2009. 94 páginas
- Monografia da Freguesia da Sé e São Pedro: (subsídios monográficos). Évora: Junta de Freguesia de Sé e São Pedro. 2011. 168 páginas
- Os meninos da escola dos padres: memórias e imagens dos antigos alunos do Colégio Salesiano de Évora, 1926-1976. Évora: Centro dos Antigos Alunos Salesianos. 2012. 128 páginas
- Jaime Batalha Reis na Rússia dos Sovietes (1917-1918): dez dias que abalaram um diplomata português 2.ª ed. Porto: Afrontamento. 2017. 303 páginas. ISBN 978-972-36-1594-4
- Évora - Cidade Esotérica e Misteriosa. [S.l.]: Europress. 2018. ISBN 9789725592618